# Єке-Баг-е Софла
Єке-Баг-е Софла (перс. يكه باغ سفلي) — село в Ірані, у дегестані Шагсаван-Канді, у Центральному бахші, шагрестані Саве остану Марказі. За даними перепису 2006 року, його населення становило 16 осіб, що проживали у складі 6 сімей.

## Клімат
Середня річна температура становить 14,82 °C, середня максимальна – 33,19 °C, а середня мінімальна – -7,14 °C. Середня річна кількість опадів – 247 мм.
| Клімат поселення                              | Клімат поселення | Клімат поселення | Клімат поселення | Клімат поселення | Клімат поселення | Клімат поселення | Клімат поселення | Клімат поселення | Клімат поселення | Клімат поселення | Клімат поселення | Клімат поселення | Клімат поселення |
| Показник                                      | Січ.             | Лют.             | Бер.             | Квіт.            | Трав.            | Черв.            | Лип.             | Серп.            | Вер.             | Жовт.            | Лист.            | Груд.            |                  |
| Середній максимум, °C                         | 9,87             | 11,84            | 16,69            | 23,25            | 27,93            | 32,53            | 33,19            | 32,20            | 28,80            | 23,01            | 16,62            | 10,18            |                  |
| Середня температура, °C                       | 1,37             | 3,34             | 8,19             | 14,75            | 19,41            | 24,02            | 26,98            | 26,00            | 22,61            | 16,82            | 10,42            | 3,98             |                  |
| Середній мінімум, °C                          | −7,14            | −5,17            | −0,31            | 6,24             | 10,92            | 15,53            | 20,78            | 19,81            | 16,40            | 10,62            | 4,21             | −2,21            |                  |
| Норма опадів, мм                              | 34               | 34               | 45               | 33               | 26               | 4                | 1                | 1                | 0                | 12               | 22               | 35               |                  |
| Середньомісячна швидкість вітру, м/с          | 1.36             | 2.05             | 2.86             | 3.08             | 2.80             | 2.68             | 2.88             | 2.66             | 2.30             | 2.20             | 1.92             | 1.42             |                  |
| Середньомісячна сонячна радіація, кДж/м²·день | 9113             | 11999            | 14428            | 18046            | 22077            | 26250            | 25909            | 23568            | 20145            | 14775            | 10787            | 8779             |                  |
| --------------------------------------------- | ---------------- | ---------------- | ---------------- | ---------------- | ---------------- | ---------------- | ---------------- | ---------------- | ---------------- | ---------------- | ---------------- | ---------------- | ---------------- |
| Джерело:                                      |                  |                  |                  |                  |                  |                  |                  |                  |                  |                  |                  |                  |                  |